# مانیل در چنگ نور
مانیل در چنگ نور (انگلیسی: Manila in the Claws of Light؛ فیلیپینی:Maynila, sa mga Kuko ng Liwanag) یک فیلم درام فیلیپینی به کارگردانی لینو بروکا محصول سال ۱۹۷۵ است. این فیلم از برترین آثار سینمای فیلیپین به‌شمار می‌رود.